# Christmas Wonderland
Christmas Wonderland è un film televisivo del 2018, diretto da Sean Olson. In Italia è conosciuto anche come Natale nel paese delle meraviglie (in onda sul canale Nove in data 04/01/2025).

## Trama
Heidi Nelson, che ha lasciato la sua piccola città di Pleasant Valley con il sogno di diventare una pittrice di successo, ha messo da parte la propria arte per eccellere come curatrice di una galleria d'arte. Ora, una settimana prima della grande festa di Natale della galleria, Heidi deve tornare a casa per prendersi temporaneamente cura dei suoi nipoti. Qui ritrova Chris, il suo amore dei tempi del liceo, insieme al quale organizzerà la festa per il ballo di Natale ma anche la voglia di tornare a dipingere. Più il tempo passa e più Heidi si trova divisa tra la vita che si è costruita in città e la piacevole vita nell'affascinante Pleasant Valley.